# Хайдеман, Бритта
Бри́тта Ха́йдеман (нем. Britta Heidemann ; род. 22 декабря 1982 года, Кёльн, Северный Рейн-Вестфалия) — немецкая фехтовальщица на шпагах, олимпийская чемпионка 2008 года в личном первенстве, чемпионка мира 2007 года и чемпионка Европы 2009 года в личном первенстве.

## Биография
Изначально Бритта Хайдеман занималась плаванием и добивалась в этом виде спорта неплохих результатов. В четырнадцатилетнем возрасте немка впервые столкнулась с фехтованием в Фризенкампфе (разновидность современного пятиборья). С конца 2000 года Хайдеманн начала специализироваться в фехтовании.
В 2001 году Бритта стала чемпионкой Европы и вице-чемпионкой мира среди юниоров, а уже в 2002 году завоевала личную бронзу на чемпионате мира в Лиссабоне. Через год она завоевала вместе с командной серебряную медаль первенства мира.
На Олимпиаде в Афинах Хайдеманн была выбита из борьбы в индивидуальном первенстве уже во втором раунде (она проиграла 11-10 венгерской спортсменке Менце-Небальд). Зато в командном турнире шпажисток немки завоевали серебряную медаль, уступив только фехтовальщицам из России.
В 2007 году на мировом первенстве в Санкт-Петербурге Хайдеман выиграла личные соревнования и стала одним из главных фаворитов Олимпиады в Пекине. В китайской столице немка оправдала ожидания, став олимпийской чемпионкой. В финальной схватке она со счетом 15-11 одолела румынскую шпажистку Брынзэ.
На Играх в Лондоне Хайдеман была близка к тому, чтобы защитить чемпионское звание. В личном полуфинале она с минимальным счётом 6-5 победила кореянку Син А Рам, но в финале уступила украинке Яне Шемякиной с минимальным счётом 8-9. В командном турнире немки не смогли побороться за медаль, заняв пятое место.